# Гісяк Марія Йосипівна
Марі́я Йо́сипівна Гіся́к (24 вересня 1902 , Стрий, Стрийський повіт, Королівство Галичини та Володимирії, Австро-Угорщина  — невідомо ) — українська державна діячка. Депутатка Верховної Ради УРСР першого скликання (1940–1947).

## Біографія
Народилася 24 вересня 1902 року в бідній багатодітній українській селянській родині в Стрийському повіті, нині Стрийський район, Львівська область, Україна. 1914 року закінчила шість класів початкової школи в місті Стрий, почала працювати по господарству. Після смерті батька в 1917 році працювала також у наймах.
У 1921–1926 роках навчалась у Стрийській учительській семінарії, сплачуючи за навчання заробленими коштами, після її закінчення працювала приватною вчителькою, в адвокатській конторі, на польових роботах.
1929 року отримала державну вчительську посаду в селі Ремель на Поліссі, однак 1930 року була звільнена як політично підозріла, після того працювала приватною вчителькою та на різних роботах.
У вересні 1939 року, після приєднання території Західної України до Радянського Союзу, отримала посаду вчительки в школі в Стрию, з жовтня — завідувачка початкової школи, з серпня 1940 року — директорка Стрийської середньої школи № 10.
У жовтні 1939 року — депутатка Народних зборів Західної України.
1940 року була обрана депутаткою Верховної Ради УРСР першого скликання по Сколевському виборчому округу № 319 Дрогобицької області.
З червня 1941 року в евакуації в Чкаловській, нині Оренбурзькій області, працювала в колгоспі, вчителькою в місцевій школі.
6 серпня 1944 року повернулась у Стрий, працювала директоркою школи, а з 28 вересня — заступницею голови Стрийського міськвиконкому з соціального забезпечення.
Кандидат у члени ВКП(б) з жовтня 1944 року.
З 1945 року працювала завідувачкою Стрийського міського відділу народної освіти (міськвно) Дрогобицької області.